# Lekkoatletyka na Letnich Igrzyskach Olimpijskich 1980 – bieg na 400 m mężczyzn
Bieg na 400 metrów mężczyzn podczas XXII Letnich Igrzysk Olimpijskich w Moskwie rozegrano 27 (eliminacje), 28 (ćwierćfinały i półfinały) oraz 30 lipca 1980 (finał) na Stadionie Łużniki. Zwycięzcą został reprezentant Związku Radzieckiego Wiktor Markin.

## Rekordy

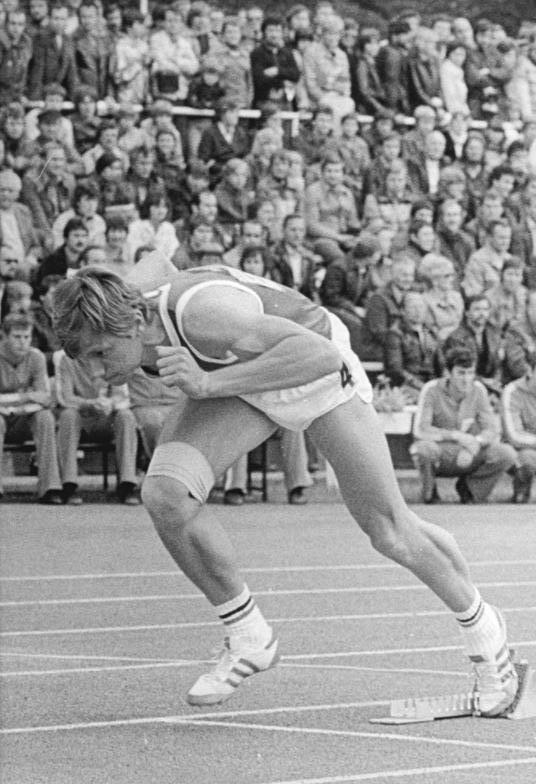
Frank Schaffer

|                   | Zawodnik  | Narodowość        | Czas  | Data                      | Miejsce |
| ----------------- | --------- | ----------------- | ----- | ------------------------- | ------- |
| Rekord świata     | Lee Evans | Stany Zjednoczone | 43,86 | 18 października 1968(dts) | Meksyk  |
| Rekord olimpijski | Lee Evans | Stany Zjednoczone | 43,86 | 18 października 1968(dts) | Meksyk  |

## Wyniki
| Poz. - pozycja |
| – rekord świata \| – rekord krajowy \| – rekord życiowy \| = – wyrównany rekord życiowy \| · – najlepszy wynik w sezonie \| = – wyrównany najlepszy wynik w sezonie \| – rekord olimpijski |
| Fn – falstart \| DNF – nie ukończył \| DNS – nie wystartował \| DSQ – zdyskwalifikowany |

### Eliminacje
Rozegrano osiem biegów eliminacyjnych. Do ćwierćfinałów awansowało po czterech najlepszych zawodników z każdego biegu.

#### Bieg 1
| Poz. | Zawodnik          | Narodowość      | Rezultat | Uwagi |
| ---- | ----------------- | --------------- | -------- | ----- |
| 1    | David Jenkins     | Wielka Brytania | 46,67    | Q     |
| 2    | Karel Kolář       | Czechosłowacja  | 47,26    | Q     |
| 3    | Francis Demarthon | Francja         | 47,43    | Q     |
| 4    | Eddy De Leeuw     | Belgia          | 47,59    | Q     |
| 5    | Charles Dramiga   | Uganda          | 48,69    |       |
| 6    | Asfaw Deble       | Etiopia         | 49,77    |       |
| –    | Constantino Reis  | Mozambik        | DNS      |       |

#### Bieg 2
| Poz. | Zawodnik           | Narodowość | Rezultat | Uwagi |
| ---- | ------------------ | ---------- | -------- | ----- |
| 1    | Bert Cameron       | Jamajka    | 47,54    | Q     |
| 2    | Didier Dubois      | Francja    | 47,57    | Q     |
| 3    | Silver Ayoo        | Uganda     | 47,78    | Q     |
| 4    | Charles Lupiya     | Zambia     | 48,49    | Q     |
| 5    | Horia Toboc        | Rumunia    | 49,90    |       |
| 6    | Léopold Hounkanrin | Benin      | 51,04    |       |
| 7    | Joseph Ramotshabi  | Botswana   | 51,49    |       |

#### Bieg 3
| Poz. | Zawodnik               | Narodowość        | Rezultat | Uwagi |
| ---- | ---------------------- | ----------------- | -------- | ----- |
| 1    | Dele Udo               | Nigeria           | 46,48    | Q     |
| 2    | Joseph Coombs          | Trynidad i Tobago | 46,55    | Q     |
| 3    | Rick Mitchell          | Australia         | 46,63    | Q     |
| 4    | Jens Smedegaard Hansen | Dania             | 47,01    | Q     |
| 5    | Jimmy Massallay        | Sierra Leone      | 49,68    |       |
| 6    | El-Mehdi Sallah Diab   | Libia             | 49,89    |       |
| 7    | Panh Khemanith         | Laos              | 53,74    |       |

#### Bieg 4
| Poz. | Zawodnik         | Narodowość      | Rezultat | Uwagi |
| ---- | ---------------- | --------------- | -------- | ----- |
| 1    | Derrick Peynado  | Jamajka         | 47,37    | Q     |
| 2    | Fons Brydenbach  | Belgia          | 47,72    | Q     |
| 3    | Andrzej Stępień  | Polska          | 47,79    | Q     |
| 4    | Glen Cohen       | Wielka Brytania | 48,35    | Q     |
| 5    | Régis Tranquille | Seszele         | 49,34    |       |
| 6    | Mohamed Diakité  | Gwinea          | 49,59    |       |
| –    | Emmanuel Bitanga | Kamerun         | DNS      |       |

#### Bieg 5
| Poz. | Zawodnik        | Narodowość        | Rezultat | Uwagi |
| ---- | --------------- | ----------------- | -------- | ----- |
| 1    | Wiktor Markin   | ZSRR              | 46,88    | Q     |
| 2    | Mike Solomon    | Trynidad i Tobago | 47,24    | Q     |
| 3    | Hope Ezeigbo    | Nigeria           | 47,46    | Q     |
| 4    | Jacques Borlée  | Belgia            | 47,77    | Q     |
| 5    | Mohamed El-Abed | Syria             | 50,47    |       |
| 6    | Sahr Kendor     | Sierra Leone      | 52,98    |       |
| –    | Koen Gijsbers   | Holandia          | DNS      |       |

#### Bieg 6
| Poz. | Zawodnik             | Narodowość   | Rezultat | Uwagi |
| ---- | -------------------- | ------------ | -------- | ----- |
| 1    | Josip Alebić         | Jugosławia   | 47,61    | Q     |
| 2    | Stefano Malinverni   | Włochy       | 47,63    | Q     |
| 3    | Ian Stapleton        | Jamajka      | 47,97    | Q     |
| 4    | Hussain Ali Nasayyif | Irak         | 48,03    | Q     |
| 5    | Harry Schulting      | Holandia     | 48,53    |       |
| 6    | William Akabi-Davis  | Sierra Leone | 50,80    |       |
| –    | Ramyan Al-Ramyan     | Kuwejt       | DNS      |       |

#### Bieg 7
| Poz. | Zawodnik            | Narodowość | Rezultat | Uwagi |
| ---- | ------------------- | ---------- | -------- | ----- |
| 1    | Frank Schaffer      | NRD        | 46,13    | Q     |
| 2    | Wiktor Burakow      | ZSRR       | 46,41    | Q     |
| 3    | Alberto Juantorena  | Kuba       | 46,69    | Q     |
| 4    | Roberto Tozzi       | Włochy     | 47,01    | Q     |
| 5    | Jerzy Pietrzyk      | Polska     | 47,18    |       |
| 6    | Geraldo José Pegado | Brazylia   | 48,71    |       |
| –    | Rubén Inácio        | Angola     | DNS      |       |
| –    | Boubacar Diallo     | Senegal    | DNS      |       |

#### Bieg 8
| Poz. | Zawodnik            | Narodowość      | Rezultat | Uwagi |
| ---- | ------------------- | --------------- | -------- | ----- |
| 1    | Nikołaj Czerniecki  | ZSRR            | 47,04    | Q     |
| 2    | Mauro Zuliani       | Włochy          | 47,16    | Q     |
| 3    | Marcel Klarenbeek   | Holandia        | 47,67    | Q     |
| 4    | Alan Bell           | Wielka Brytania | 47,38    | Q     |
| 5    | Oddur Sigurðsson    | Islandia        | 47,39    |       |
| 6    | Isidoro Hornillos   | Hiszpania       | 47,45    |       |
| –    | Christer Gullstrand | Szwecja         | DNS      |       |

### Ćwierćfinały
Rozegrano cztery biegi ćwierćfinałowe. Do półfinałów awansowało po czterech najlepszych zawodników z każdego biegu.

#### Bieg 1
| Poz. | Zawodnik               | Narodowość | Rezultat | Uwagi |
| ---- | ---------------------- | ---------- | -------- | ----- |
| 1    | Rick Mitchell          | Australia  | 45,73    | Q     |
| 2    | Fons Brydenbach        | Belgia     | 45,88    | Q     |
| 3    | Jens Smedegaard Hansen | Dania      | 45,89    | Q,    |
| 4    | Dele Udo               | Nigeria    | 46,18    | Q     |
| 5    | Francis Demarthon      | Francja    | 46,38    |       |
| 6    | Josip Alebić           | Jugosławia | 46,60    |       |
| 7    | Charles Lupiya         | Zambia     | 47,67    |       |
| 8    | Stefano Malinverni     | Włochy     | 47,79    |       |

#### Bieg 2
| Poz. | Zawodnik          | Narodowość        | Rezultat | Uwagi |
| ---- | ----------------- | ----------------- | -------- | ----- |
| 1    | Wiktor Markin     | ZSRR              | 45,58    | Q     |
| 2    | Joseph Coombs     | Trynidad i Tobago | 45,81    | Q     |
| 3    | Mauro Zuliani     | Włochy            | 45,93    | Q     |
| 4    | Alan Bell         | Wielka Brytania   | 46,17    | Q     |
| 5    | Andrzej Stępień   | Polska            | 46,31    |       |
| 6    | Eddy De Leeuw     | Belgia            | 46,47    |       |
| 7    | Derrick Peynado   | Jamajka           | 46,50    |       |
| 8    | Marcel Klarenbeek | Holandia          | 46,81    |       |

#### Bieg 3
| Poz. | Zawodnik           | Narodowość      | Rezultat | Uwagi |
| ---- | ------------------ | --------------- | -------- | ----- |
| 1    | Frank Schaffer     | NRD             | 46,15    | Q     |
| 2    | Alberto Juantorena | Kuba            | 46,23    | Q     |
| 3    | Wiktor Burakow     | ZSRR            | 46,23    | Q     |
| 4    | Didier Dubois      | Francja         | 46,50    | Q     |
| 5    | Silver Ayoo        | Uganda          | 47,03    |       |
| 6    | Bert Cameron       | Jamajka         | 47,35    |       |
| 7    | Glen Cohen         | Wielka Brytania | 47,35    |       |
| 8    | Jacques Borlée     | Belgia          | 47,73    |       |

#### Bieg 4
| Poz. | Zawodnik             | Narodowość        | Rezultat | Uwagi |
| ---- | -------------------- | ----------------- | -------- | ----- |
| 1    | David Jenkins        | Wielka Brytania   | 45,99    | Q     |
| 2    | Mike Solomon         | Trynidad i Tobago | 46,12    | Q     |
| 3    | Karel Kolář          | Czechosłowacja    | 46,27    | Q     |
| 4    | Nikołaj Czerniecki   | ZSRR              | 46,30    | Q     |
| 5    | Roberto Tozzi        | Włochy            | 46,73    |       |
| 6    | Hope Ezeigbo         | Nigeria           | 46,88    |       |
| 7    | Ian Stapleton        | Jamajka           | 47,64    |       |
| 8    | Hussain Ali Nasayyif | Irak              | 48,50    |       |

### Półfinały
Rozegrano dwa biegi półfinałowe. Do finału awansowało po czterech najlepszych zawodników z każdego biegu.

#### Bieg 1
| Poz. | Zawodnik           | Narodowość        | Rezultat | Uwagi |
| ---- | ------------------ | ----------------- | -------- | ----- |
| 1    | Fons Brydenbach    | Belgia            | 45,46    | Q     |
| 2    | Rick Mitchell      | Australia         | 45,48    | Q     |
| 3    | David Jenkins      | Wielka Brytania   | 45,59    | Q     |
| 4    | Mike Solomon       | Trynidad i Tobago | 45,61    | Q     |
| 5    | Dele Udo           | Nigeria           | 45,88    |       |
| 6    | Nikołaj Czerniecki | ZSRR              | 45,94    |       |
| 7    | Mauro Zuliani      | Włochy            | 46,01    |       |
| 8    | Karel Kolář        | Czechosłowacja    | 46,11    |       |

#### Bieg 2
| Poz. | Zawodnik               | Narodowość        | Rezultat | Uwagi |
| ---- | ---------------------- | ----------------- | -------- | ----- |
| 1    | Frank Schaffer         | NRD               | 45,47    | Q     |
| 2    | Wiktor Markin          | ZSRR              | 45,60    | Q     |
| 3    | Alberto Juantorena     | Kuba              | 45,95    | Q     |
| 4    | Joseph Coombs          | Trynidad i Tobago | 45,96    | Q     |
| 5    | Wiktor Burakow         | ZSRR              | 45,97    |       |
| 6    | Didier Dubois          | Francja           | 46,72    |       |
| 7    | Jens Smedegaard Hansen | Dania             | 47,00    |       |
| 8    | Alan Bell              | Wielka Brytania   | 48,50    |       |

### Finał
| Poz. | Zawodnik           | Narodowość        | Rezultat | Uwagi |
| ---- | ------------------ | ----------------- | -------- | ----- |
| 1    | Wiktor Markin      | ZSRR              | 44,60    | [ 3 ] |
| 2    | Rick Mitchell      | Australia         | 44,84    | [ 4 ] |
| 3    | Frank Schaffer     | NRD               | 44,87    | [ 2 ] |
| 4    | Alberto Juantorena | Kuba              | 45,09    |       |
| 5    | Fons Brydenbach    | Belgia            | 45,10    |       |
| 6    | Mike Solomon       | Trynidad i Tobago | 45,55    |       |
| 7    | David Jenkins      | Wielka Brytania   | 45,56    |       |
| 8    | Joseph Coombs      | Trynidad i Tobago | 46,33    |       |